# كوهسارة (هير أردبيل)
کوهسارة (بالفارسية: کوهساره) هي قرية تقع في إيران في أردبيل. يقدر عدد سكانها بـ 343 نسمة بحسب إحصاء 2016.